# コンセプチュアル・デザイン

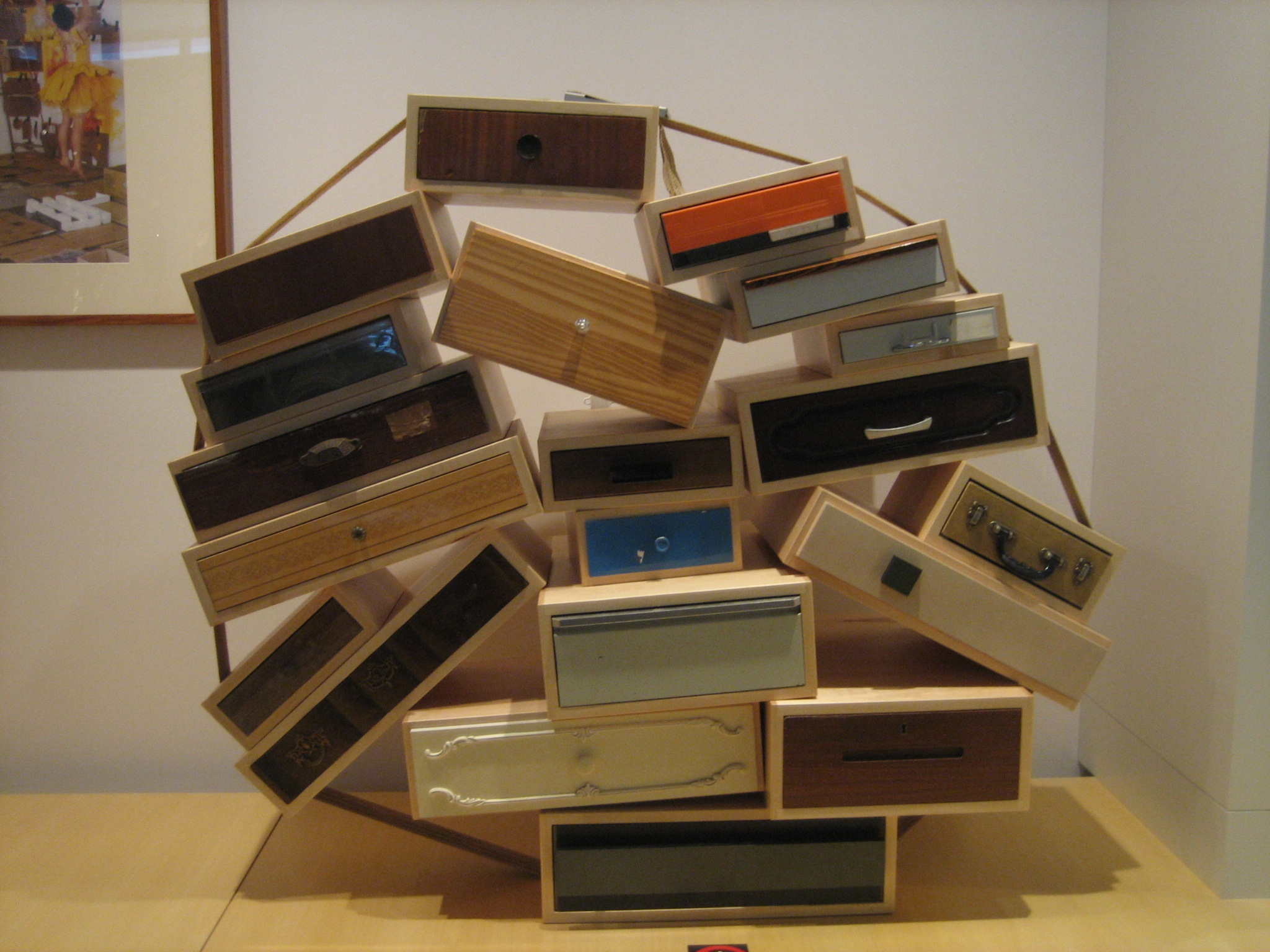
Tejo Remy: "Chest of Drawers.jpg" (1992)

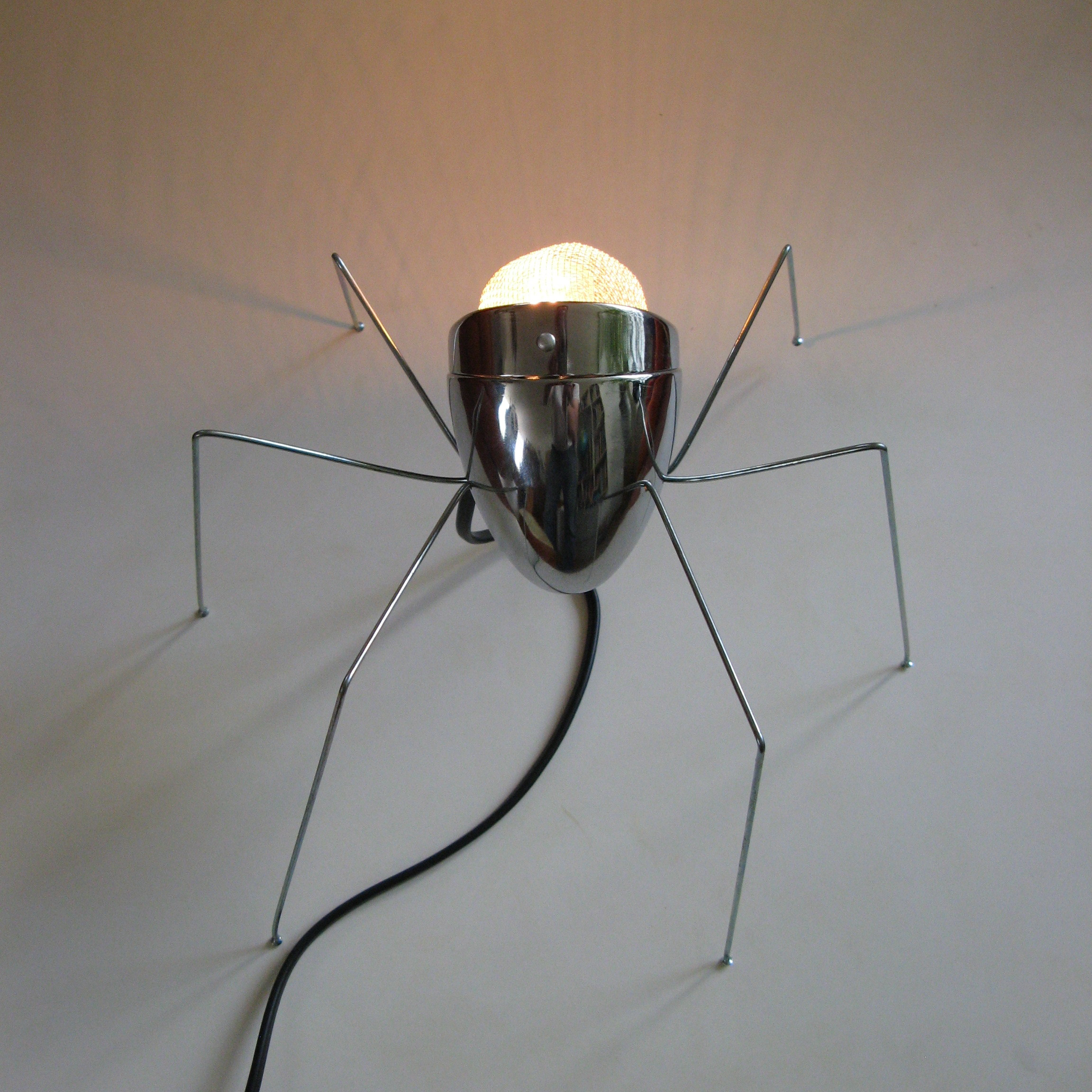
Marcel Douwe Dekker "Spider light"(1994)

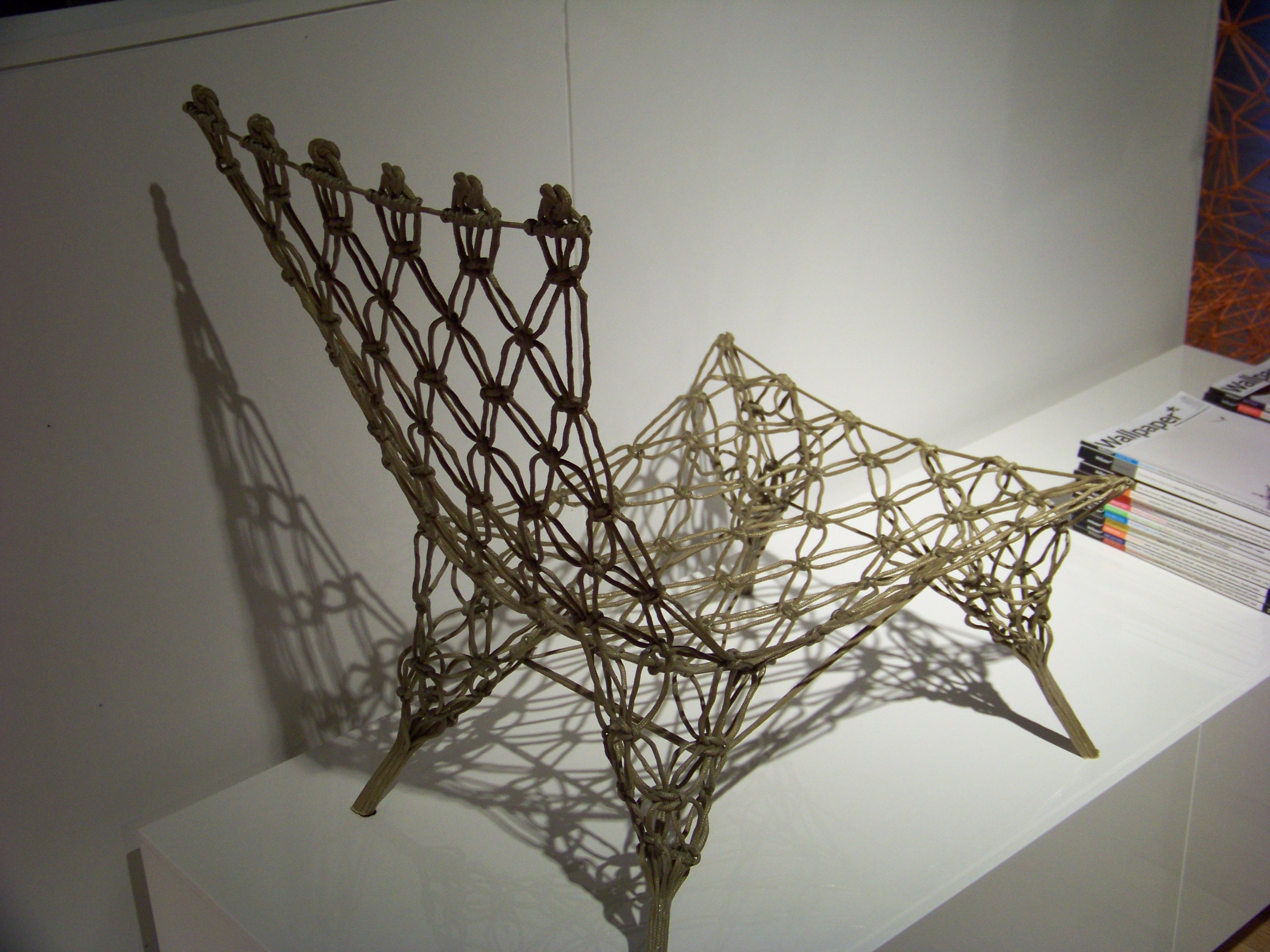
Marcel Wanders: Knotted Chair (1995)

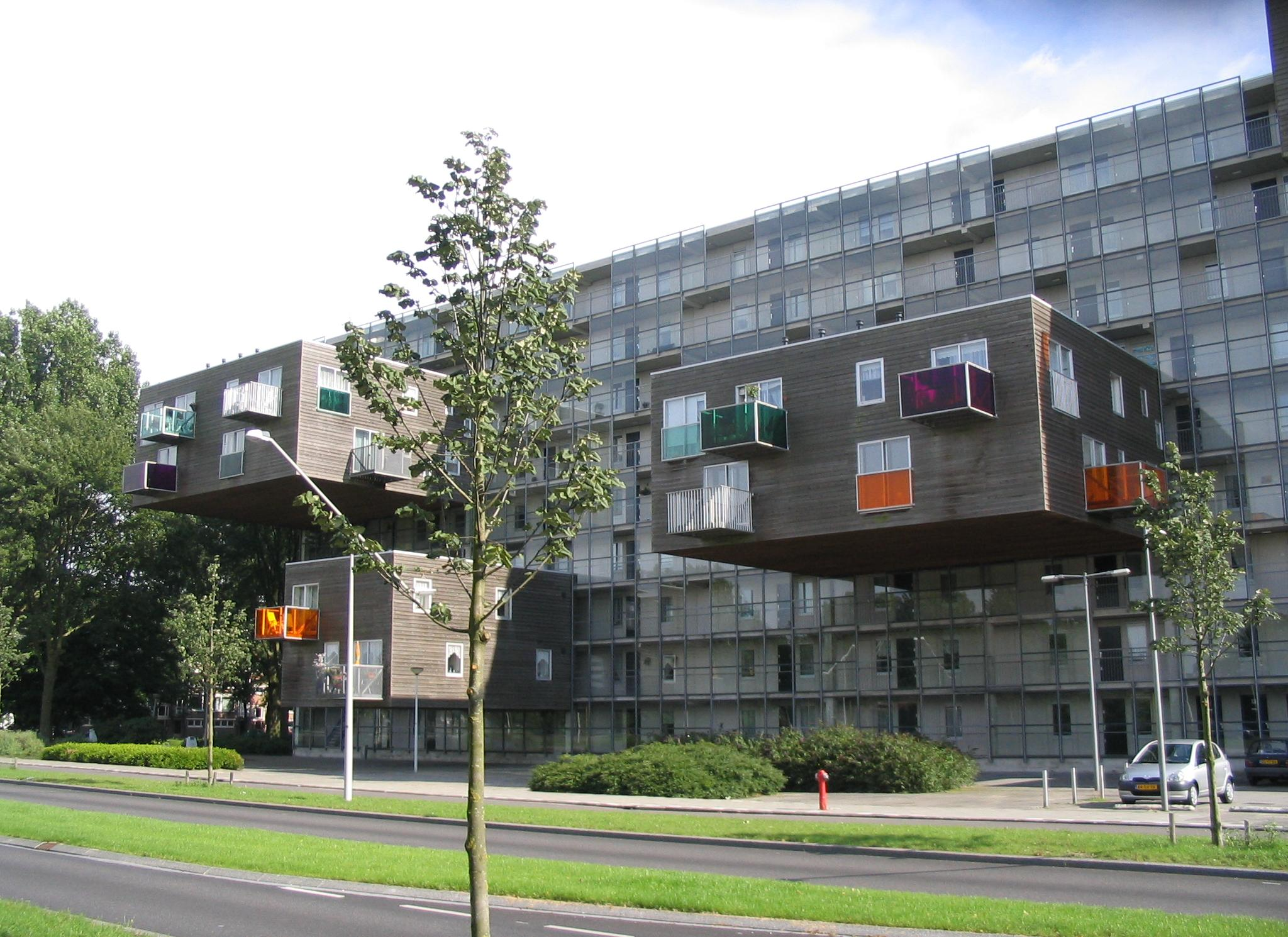
MVRDV: "Wozzoco" (1997)

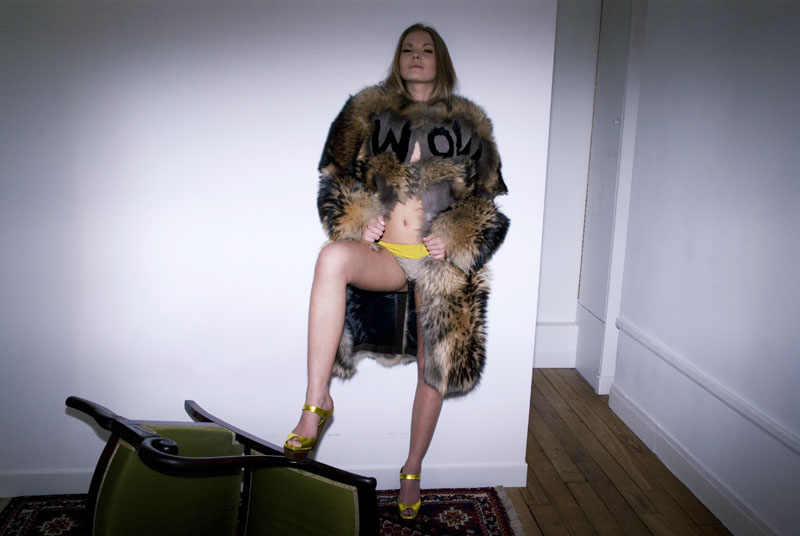
Viktor & Rolf: Coat (2008)

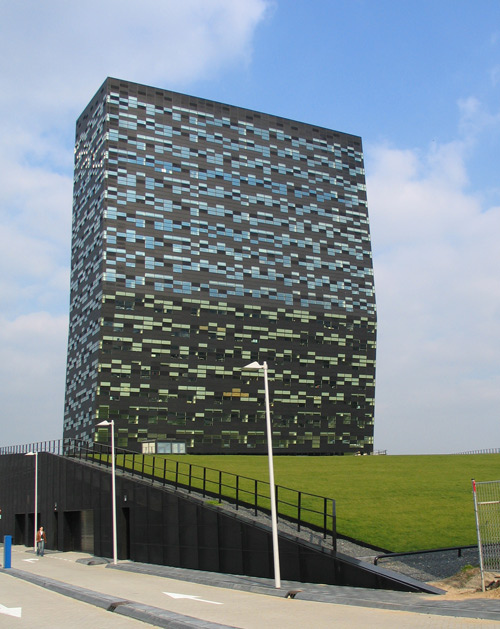
Mecanoo: "Business Innovation Center" (2008)

コンセプチュアル・デザイン（Conceptual Design）とは、1990年代以降、主にオランダを中心に欧州から世界中に広がったデザインの動向。1990年代以降の「ダッチ・デザイン」とほぼ同義ともいえる。プロダクトデザイン分野での総称であるが、グラフィックデザイン、建築デザインでも同様の動向が見られる。言語的なアプローチに立脚した意味操作的かつ自己言及的なデザインで、主たる傾向としてリサーチ、ダイアグラム、レディメイド、組み換え、インターベンション、ドキュメンテーションなどの要素をもつ。

## 概要
初期の動向として、1992年、オランダのナイメーヘンのギャラリー・マルゼー（Gallery Marzee）で展示された若いデザイナー、テヨ・レミ（Tejo Remmy）、ユルゲン・ベイ（Jurgen Bey）、ヤン・クーニング（Jan Konings)、マルセル・ワンダース（Marcel Wanders）など、後のドローグデザインの主要デザイナーらの活動に端を発する。特徴は「開拓的な造形」に比重があるのではなく、「機能」「意味」に対する「新しいアイデア」を重視した点にある。当時のギャラリー・マルゼーのカタログでは、オランダ語でデザイナーを意味する「VORMGEVER」が「FORM-GIVER」（形を与える人）を指すことに対抗する形で、デザイナーたちが自らを「MEAN-GIVER」（意味を与える人）と呼んでいる。
同年「DESIGN FOR INDUSTRY」誌の編集長であったレニー・ラマカース（Reny Ramakers）がそれらの新しい動向に注目し、1987年からデザイン・アカデミー・アイントホーヘンで教鞭を取っていたハイス・バッカーとともにドローグデザインを設立した。一般に、1993年にドローグデザインがミラノ・サローネに出展したことが、コンセプチュアル・デザインを現実のものとして認知させる最初とされている。オランダ語で「乾いた」を意味するドローグ（DROOG）の字義通り、初期のデザイナーの作品は「控えめ」（SUBDUED）で「実直」（STRAIGHTFORWARD）かつ「禁欲的」（AUSTERE）と形容され、ドローグ自身も「ノーデザイン」や「アンチデザイン」を標榜していた。同時代に活躍していたオランダの建築家のレム・コールハースの影響を強く受けており、審美性を拒絶し、既存の日用品や技術・素材などを再解釈する編集的なデザインの背景には、言語的な思考にもとづき彼らが「概念化」の「プロセス」を重視したことが背景にある。
大量生産に立脚しない少数制作の作品制作を支える「デザイナー＝メーカーズ」や「セルフプロダクション」の傾向から、ギャラリーでの展示・販売をベースとし、美術館に収蔵される作品も多くある。一方で「デザインのためのデザイン」というデザインの領域に対する自己言及的な問いかけといった性質によって、機械的に形式を産出するだけの「メディア・マシン」にすぎないといった批判もある。ドローグデザインに端を発した以降の概念的なデザインの動向は、イタリアで1980年代以降起こったメンフィスなどポストモダンへの批判としてその延長線上に位置づけられるばかりでなく、1960年代以降のコンセプチュアル・アートや80年代のシミュレーショニズム、90年代以降リレーショナル・アートなど現代アートの影響も強く見られるなど、機能性・実用性・生産性といったコマーシャリズムよりも、形式性・作品性・作家性を重視する諸領域の横断的な性質から「デザイン・アート」として括られることもある。

## 関連人物
| プロダクト ＞                                      | ハイス・バッカー （Gijs Bakker）                         | レニー・ラマカース （Reny Ramakers)                                  | テヨ・レミ （Tejo Remmy)                                   |
| ユルゲン・ベイ （Jurgen Bey）                      | ヘラ・ヨンゲリウス （Hella Jongerius）                   | リチャード・ハッテン （Richard Hutten）                              | マルセル・ワンダース （Marcel Wanders）                    |
| ストゥディオ・ジョブ （Studio Job）                | アーノート・フィッサー （Arnout Visser）                 | ロディ・グラウマンズ （Rody Graumans）                               | イネケ・ハンス （Ineke Hans）                              |
| ヤン・クリーニング （Jan Konings)                  | マーティン・バース （Maarten Baas）                      | テッド・ノートン （Ted Noten）                                       | ベルトヤン・ポット （Bertjan Pot）                         |
| ディック・ファン・ホフ （Dick Van Hoff）           | クリス・カベル （Chris Kabel）                           | デマーカスファン （Demakersvan）                                     | クリスティン・メンデルツマ （Christien Meindertsma）       |
| ウィキ・ソマーズ （Wieki Somars）                  | ベルトヤン・ポット （Bertjan Pot）                       | ヨーリス・ラールマン （Joris Laarman）                               | フェリカ・ファン・デル・リースト （Felieke van der Leest） |
| アルド・バッカー （Aldo Bakker）                   | クラウディ・ヨングストラ （Claudy Jongstra）             | エド・アンニク （Ed Annink）                                         | トード・ボーンチェ （Tord Boontje）                        |
| ショルテン＆ベイジングス （Scholten & Baijings）   | マライエ・フォーヘルサング （Marije Vogelzang）          | マルティ・ギセ （Marti Guixe）                                       | リ・エーデルコート （Lidewij Edelkoort）                   |
| ファッション ＞                                    | アレクサンダー・ヴァン・スロベ （Alexander Van Slobbe）  | ヴィクター＆ロルフ （Viktor & Rolf）                                 | グラフィック ＞                                            |
| カレル・マルテンス （Karel Martens）               | メーフィス＆ファン・デュールセン （Mevis & Van Deursen） | エクスペリメンタル・ジェットセット （Experimental Jetset）           | トーニック （Thonik）                                      |
| ケッセルスクラマー （Kesselskramer）               | イルマ・ブーム （Irma Boom）                             | ヨップ・ファン・ベネコム （Jop van Bennekom）                        | スチュアート・ベイリー （Stuart Bailey）                   |
| ピーター・ビラク （Peter Bilak）                   | デヴィット・ラインハート （David Reinhurt）              | メタハーヴェン （Metahaven）                                         | ジュリア・ボーン （Julia Born）                            |
| デヴィッド・ベネウィズ （David Bennewidth）        | ラディム・ペスコ （Radim Peško）                         | ロジャー・ウィレムス （Roger Willems）                               | カタログツリー （Catalogue Tree）                          |
| ラスト （Lust）                                    | コープ （Coup）                                          | ベン・ラロウア / ディディエ・パスカル （Ben Laloua / Didier Pascal） | ハンス・グレマン （Hans Gremmen）                          |
| ヨースト・グルーテンス （Joost Grootens）          | スタウト・クラマー （Stout/ Kramer）                     | スルキ＆ミン・チョイ （Sulki & Min Choi）                            | ナ・キム （Na Kim）                                        |
| サラ・デ・ポン （Sara De Pom）                     | ポール・エリマン （Paul Elliman）                        | ウィル・ホルダー （Will Holder）                                     | アバケ （Åbäke）                                           |
| マニュエル・ラエダー （Manuel Raeder）             | ダニエル・イートック （Daniel Eatock）                   | ジェームス・ゴギン （James Goggin）                                  | ザック・カイズ （Zack Kyes）                               |
| 建築 ＞                                            | レム・コールハース （Rem Koolhaas）                      | MVRDV                                                                | WEST8                                                      |
| メカノー （Mecanoo）                               | UNスタジオ                                               | SeARCH                                                               | NL Architects                                              |
| オニックス （Onix）                                | ジョン・クルメリング （John Körmeling）                  | ノートリングス・リーダイク （Nuetelings Riedick）                    | ドク・アーキテクトン （Dok Architecten）                   |
| クーン・ファン・ヴェルセン （Koen Van Velsen）     | ヨー・クーネン （Jo Koenen）                             | デ・アーキテクトン・シー （De Architecten Cie）                      | アトリエ・ケンペティル （Atelier Kenpe Thill）             |
| レネ・ファン・ツーク （Rene Van Zuuk）             | ネクスト・アーキテクツ （Next Architects）               | ペトラ・ブレーゼ （Petra Blaisse）                                   | ヴィンセント・デ・ライク （Vincent De Rijk）               |
| ヨープ・ファン・リースハウト （Joep Van Lieshout） | パワーハウス・カンパニー （Powerhouse Company）          | モナドノック （Monadnock）                                           |                                                            |

## 関連するレーベル・アカデミー・ギャラリー・雑誌 等
| レーベル ＞                                            | Droog Design                    | Moooi                         | Thomas Eyck            |
| アカデミー ＞                                          | Design Academy Einthoven        | Gerrit Rietveld Academie      | Werkplaats Typographie |
| ArtEZ                                                  | Berlage Institute               | Jan van Eyck Academy          | Royal College of Art   |
| Koninklijke Academie voor Schone Kunsten van Antwerpen | ギャラリー・ショップ・美術館 ＞ | Vivid Vormgeving              | Frozen Fountain        |
| GalleryMarzee                                          | Puntgaaf                        | Intermezzon                   | Galery Yksi            |
| Casco                                                  | Onomatopee                      | De Appel                      | W139                   |
| Witte de With                                          | Nai                             | Stedelijk Museum              | Van Abbe Museum        |
| Design Museum                                          | De Pont Vrienden                | Museum Boijmans Van Beuningen | Groninger Museum       |
| Mondrian Foundation                                    | 雑誌 ＞                         | Re-Magazine                   | Butt                   |
| Fantastic Man                                          | Dot Dot Dot                     | F.R David                     | Archis /Volume         |
| Metropolis M                                           | Oase                            | A10                           | Manifesta Journal      |
| Mark                                                   | Fw;                             | Sex Machinery                 | 出版社 ＞              |
| Nai Publishers                                         | 010 Publishers                  | Episode                       | Valiz                  |
| Sun Publishers                                         | Artimo                          | Roma Publication              |                        |